# Gordon Hewart, 1. Viscount Hewart

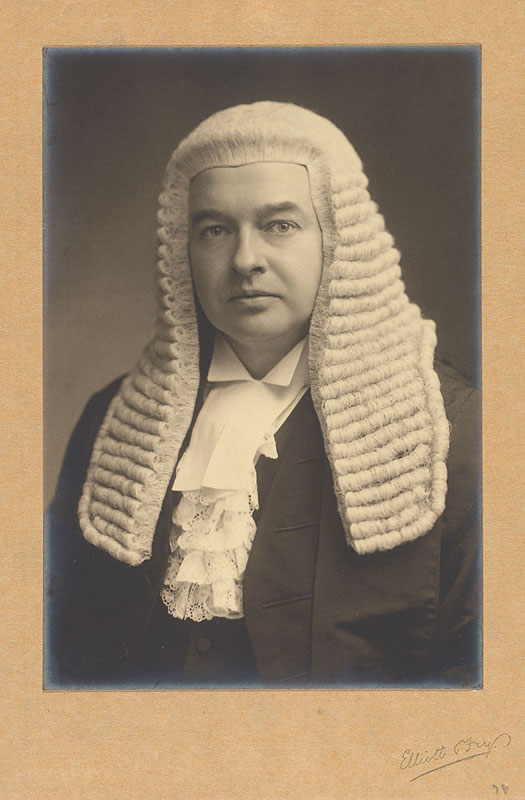
Gordon Hewart, 1. Viscount Hewart

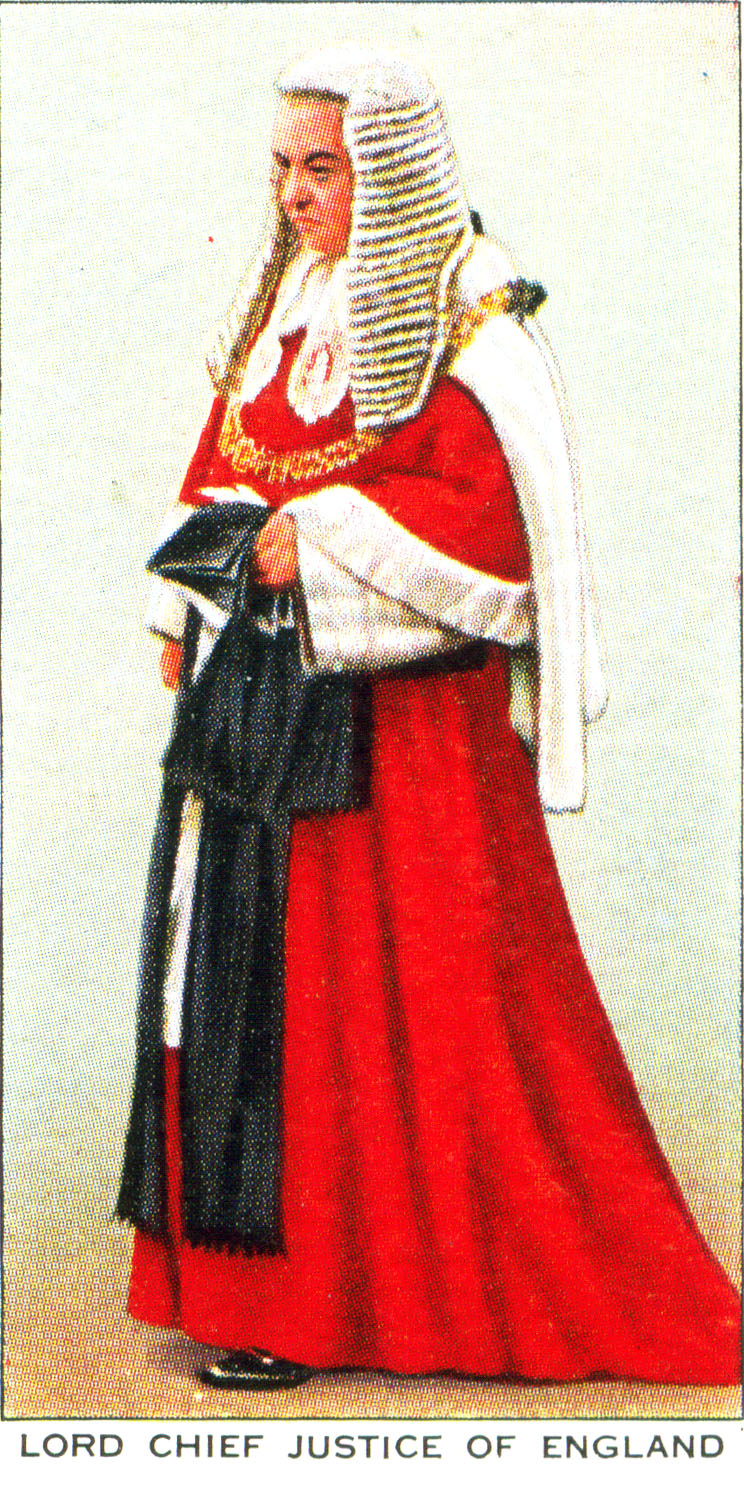
Abbildung Gordon Hewart, 1. Viscount Hewart in der Robe des Lord Chief Justice of England aus der Krönungsserie der Firma Player's cigarettes 1937

Gordon Hewart, 1. Viscount Hewart, PC (* 7. Januar 1870 in Bury; † 5. Mai 1943 in Totteridge) war ein britischer Politiker und Jurist.

## Leben
Hewart besuchte die Manchester Grammar School und studierte am University College in Oxford.
Er heiratete zweimal, 1892 Sarah Wood Riley sowie im Jahre 1934 Jean Stewart. Mit seiner ersten Ehefrau hatte er die Tochter Katharine und seinen Sohn und Titelerben Hugh. Er starb am 5. Mai 1943 in Totteridge in der Nähe von London.

## Politische und juristische Karriere
Hewart begann seine Karriere als Journalist für den Manchester Guardian und den Morning Leader. Er erhielt 1902 seine Zulassung als Anwalt (Barrister) der Anwaltskammer Inner Temple. Er schloss sich dem Northern Circuit an. 1912 wurde er King´s Counsel (Kronanwalt).
Ab 1913 war er Mitglied des House of Commons für Liberal Party für den Wahlkreis Leicester (nach der Teilung dieses Wahlkreises sodann für Leicester East). Hewart wurde 1916 wurde er zum Solicitor General ernannt und – wie üblich – zum Ritter (Knight Bachelor) geschlagen. 1918 wurde er Mitglied des Kronrats (Privy Counsellor). Vom 10. Januar 1919 bis 6. März 1922 war er Attorney General. Am 8. März 1922 wurde er Lord Chief Justice of England and Wales und blieb dies bis 12. Oktober 1940. Hewart erhielt am 24. März 1922 mit dem Titel Baron Hewart, of Bury in the County of Lancaster, die Peerswürde, um als Lord Chief Justice im House of Lords sitzen zu können. Im Ruhestand wurde er am 1. November 1940 zum Viscount Hewart, of Bury in the County of Lancaster, erhoben.
1929 veröffentlichte Hewart sein Werk The New Despotism. Darin behauptete er, in Großbritannien werde die Herrschaft des Gesetzes durch die Exekutive zu Lasten der Legislative und der Judikative unterminiert. Dieses Buch entfachte eine Kontroverse und führte zur Berufung eines Komitees über die Macht der Regierungsmitglieder. Den Vorsitz führte Richard Hely-Hutchinson, 6. Earl of Donoughmore. Der Bericht dieses Komitees verwarf Hewarts Argumente.
Hewart wurde als „einer der energischsten und wortmächtigsten Verteidiger der Unfehlbarkeit des Englischen Rechtssystems dieses Jahrhunderts und jener davor“ ("one of the most vigorous and vociferous believers in the impeccability of the English jury system of this or any other century") beschrieben.
1931 schrieb Hewart Rechtsgeschichte, als er (gemeinsam mit Richter Sir George Arthur Harwin Branson und Richter Sir John Anthony Hawke) die Verurteilung wegen Mordes von William Herbert Wallace, Rex v Wallace (1931) 23 Cr App R 32, mit der Begründung aufhob, dass die Verurteilung nicht durch das Gewicht der Beweise getragen werde. Mit anderen Worten: Die Geschworenen hätten sich geirrt.
Hewart ist der Urheber der Formulierung (abgeleitet aus der Begründung im Urteil zum Fall Rex v Sussex Justices, Ex parte McCarthy) des Rechtsatzes: „Not only must Justice be done; it must also be seen to be done.“ Dieser hat über die Rechtsprechung zur Europäischen Menschenrechtskonvention (EMRK) Eingang in die Rechtsordnungen der europäischen Staaten gefunden und kann mittlerweile als europäischer Rechtsgrundsatz angesehen werden.